# Красулинське сільське поселення
Красу́линське сільське поселення (рос. Красулинское сельское поселение) — сільське поселення у складі Новокузнецького району Кемеровської області Росії.
Адміністративний центр — село Красулино.

## Історія
Станом на 2002 рік існували Ільїнська сільська рада (села Бедарево, Ільїнка, присілки Митино, Шорохово, селище Степний), Казанковська сільська рада (селища Єрунаково, Єрунаково, Іганіно, Казанково, Усково, Успенка, Чичербаєво), Красулинська сільська рада (села Анисимово, Красулино, присілок Жерново, селища Веселий, Недорізово, Тагариш) та Металургська сільська рада (селища Восточний, Металургів, Сєверний, Сметанино).
2013 року були ліквідовані Ільїнське сільське поселення (села Бедарьово, Ільїнка, присілки Митино, Шорохово, селище Степний) та Металургське сільське поселення (селища Восточний, Металургів, Сєверний, Сметанино), території увійшли до складу Красулинського сільського поселення.

## Населення
Населення — 12266 осіб (2019; 12646 в 2010).

## Склад
До складу поселення входять:
| Населений пункт             | Населення, осіб (2002) | Населення, осіб (2010) |
| --------------------------- | ---------------------- | ---------------------- |
| Анисимово, село             | 271                    | 283                    |
| Бедарьово, село             | 367                    | 392                    |
| Веселий, селище             | 102                    | 76                     |
| Восточний, селище           | 75                     | 69                     |
| Єрунаково, селище           | 37                     | 19                     |
| Єрунаково, станційне селище | 613                    | 572                    |
| Жерново, присілок           | 19                     | 10                     |
| Іганіно, селище             | 136                    | 85                     |
| Ільїнка, село               | 1725                   | 1708                   |
| Казанково, селище           | 867                    | 870                    |
| Красулино, село             | 1115                   | 1216                   |
| Металургів, селище          | 3191                   | 3317                   |
| Митино, присілок            | 199                    | 191                    |
| Недорізово, селище          | 622                    | 691                    |
| Сєверний, селище            | 430                    | 464                    |
| Сметанино, селище           | 15                     | 6                      |
| Степний, селище             | 1728                   | 1681                   |
| Тагариш, селище             | 631                    | 245                    |
| Усково, селище              | 48                     | 30                     |
| Успенка, селище             | 348                    | 285                    |
| Чичербаєво, селище          | 350                    | 331                    |
| Шорохово, присілок          | 159                    | 98                     |